# Fiodor Bronnikov
Fiodor Andreïevitch Bronnikov (russe : Фёдор Андреевич Бронников), né le 29 septembre 1827 à Chadrinsk et mort le 14 septembre 1902 à Rome, est un peintre russe.

## Biographie
Bronnikov présente très tôt une affinité pour le dessin, son père, peintre décoratif, lui donne ses premières leçons. À l'âge de seize ans, à la mort de celui-ci, il se rend à Saint-Pétersbourg où il espère entrer à l'Académie russe des Beaux-Arts. Malgré son échec, il devient apprenti dans l'atelier d'Evstafy Bernardsky, xylographe réputé. Son talent attire l'attention du sculpteur Peter Clodt von Jürgensburg, qui lui permet de  suivre des cours à l'Académie. En 1850, il en devient étudiant et travaille avec Alexey Markov. Après l'obtention de son diplôme en 1853, Bronnikov reçoit une bourse et part étudier en Italie, où il réalise son tableau de fin d'études, La Mère de Dieu.
Il s'installe à Rome l'année suivante et monte son propre atelier sur la Via Vittoria, près de la Villa Borghese. Il y peint une grande variété de toiles : paysages, scènes de village, scènes de genre, œuvres historiques et, bien sûr, des portraits des notables de la ville. De santé fragile, il y reste malgré l'expiration de son allocation afin de profiter du climat chaud.
De 1863 à 1865, il fait un long séjour chez lui, l'Académie lui décerne une chaire de professeur de peinture d'histoire pour sa représentation d'Horace lisant ses satires à Gaius Mécène. Il entre également en contact avec un groupe d'artistes dissidents qui sera plus tard connus sous le nom des Ambulants (Peredvizhniki) qui l'inspire à peindre une série d'œuvres de genre sur la vie paysanne. Plus tard, il en devient membre et envoie régulièrement des toiles d'Italie pour participer à leurs expositions. Il est décoré de l'Ordre de Sainte-Anne et nommé académicien et membre honoraire de l'Académie. Durant cette période, il réalise l'une de ses œuvres les plus connues : Le champ maudit (1878), une attaque contre l'esclavage. Il est membre de la Société des artistes de peinture historique.
Il meurt près de Rome et est enterré au cimetière anglais de Rome. Bien qu'il ait vécu en Italie pendant la majeure partie de sa vie, il laisse plus de 300 peintures et dessins, et l'équivalent de 400 roubles adin d'établir une école d'art à Chadrinsk. 

## Galerie d'images

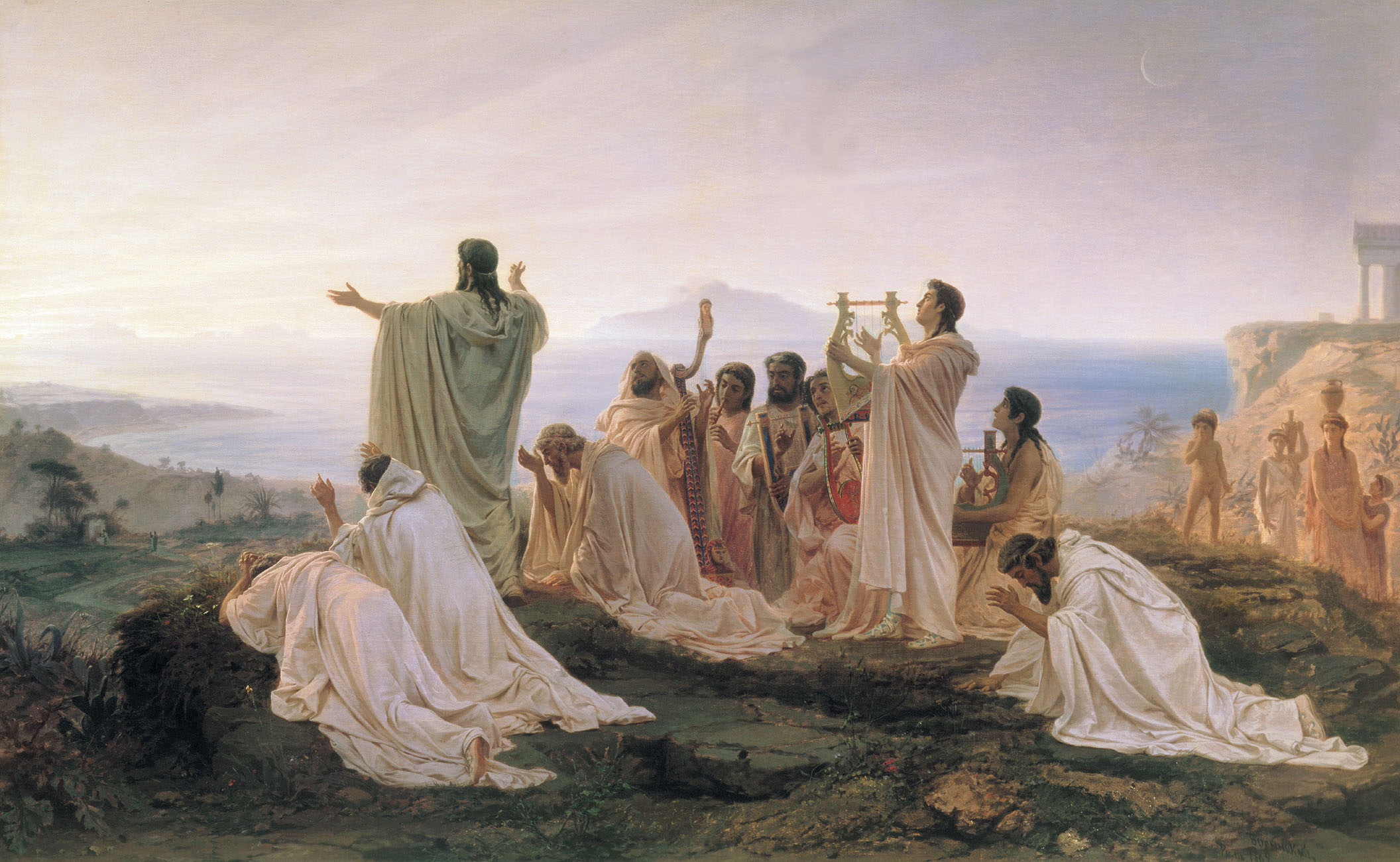
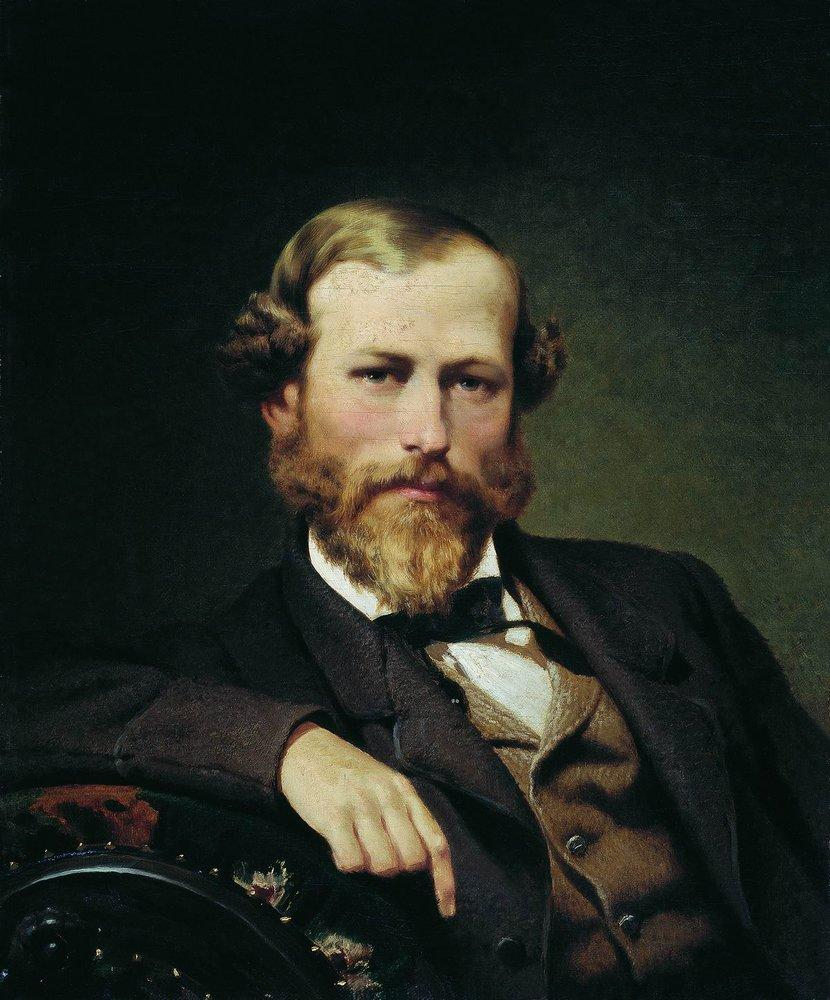
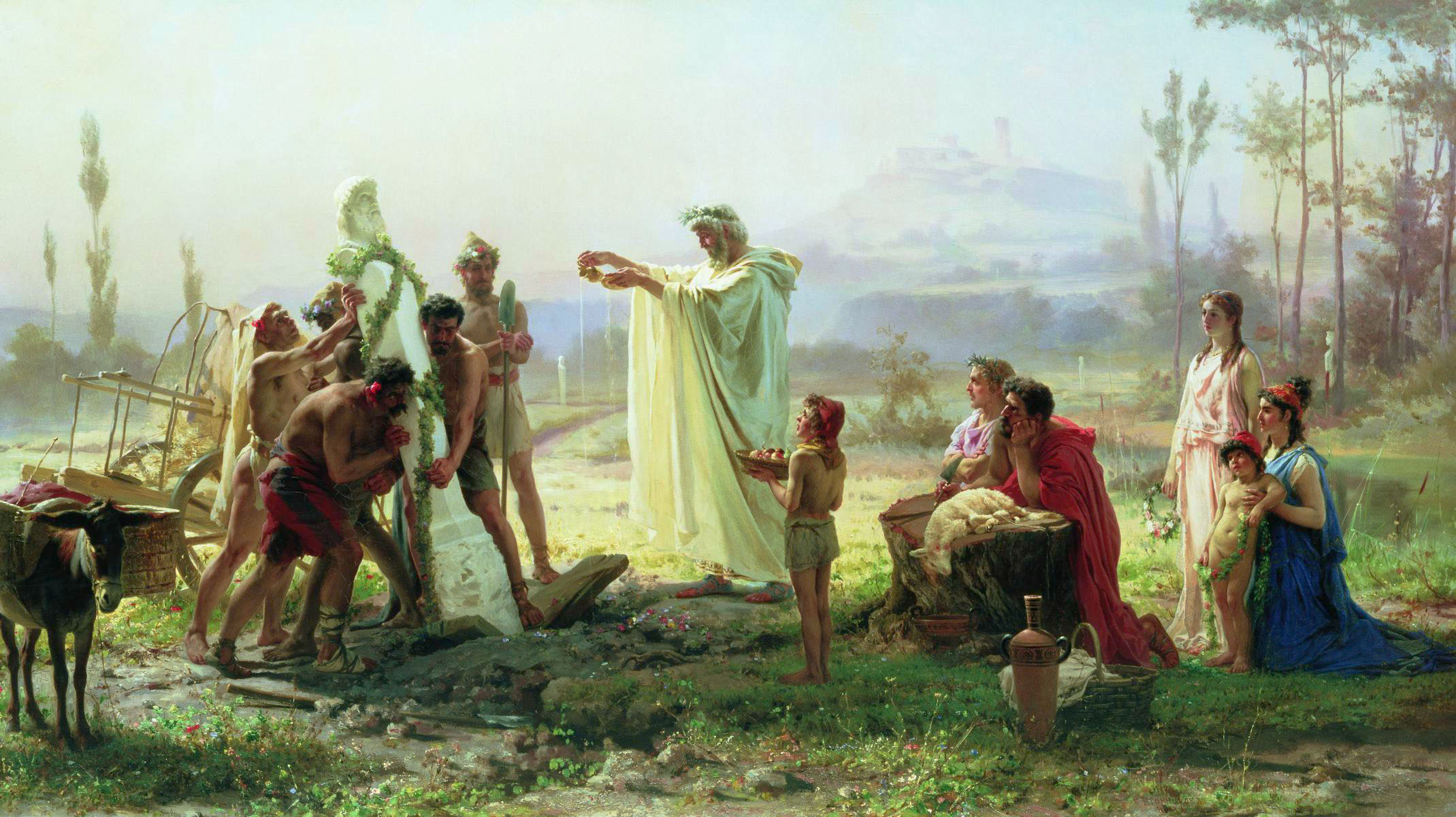
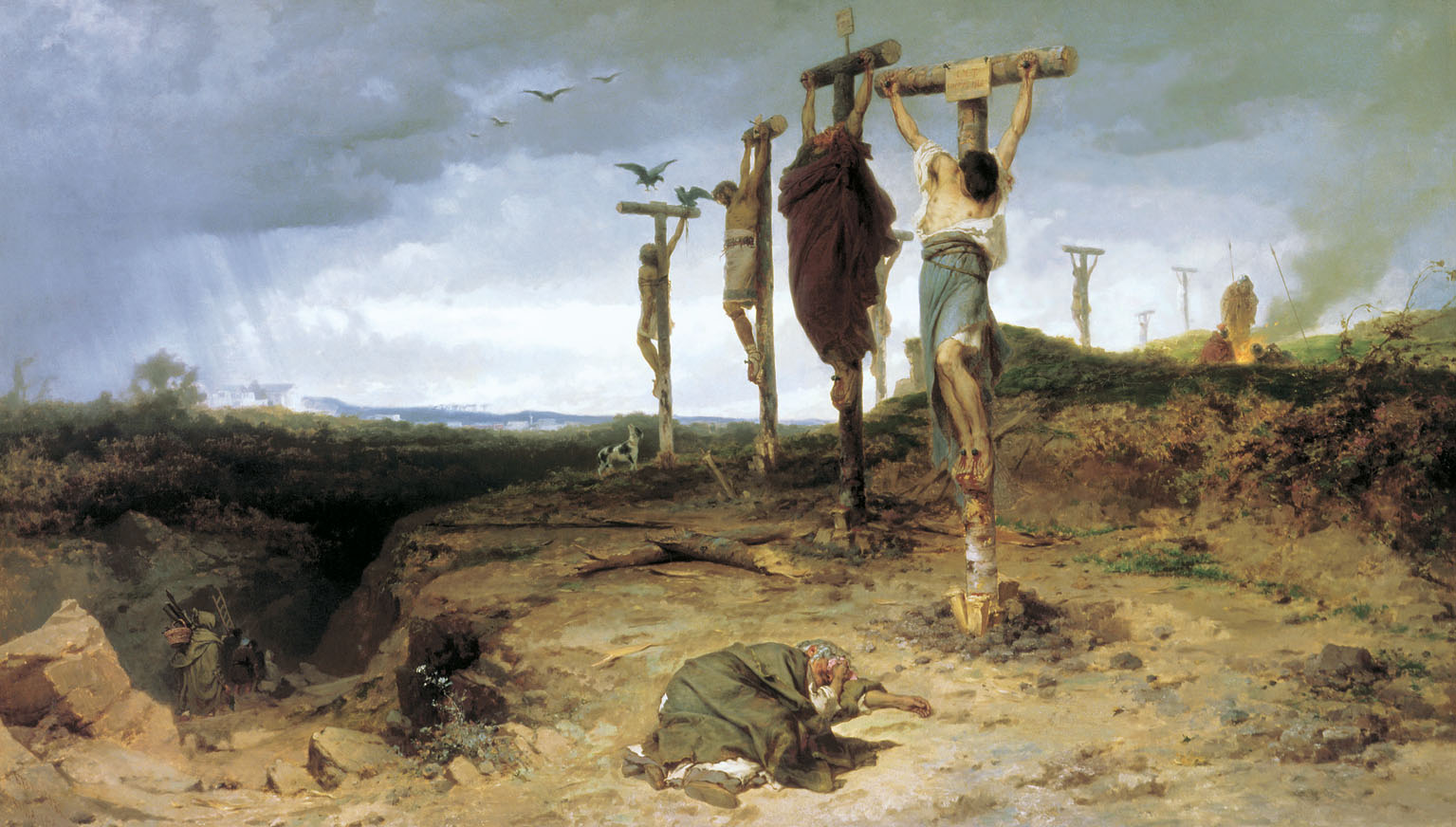
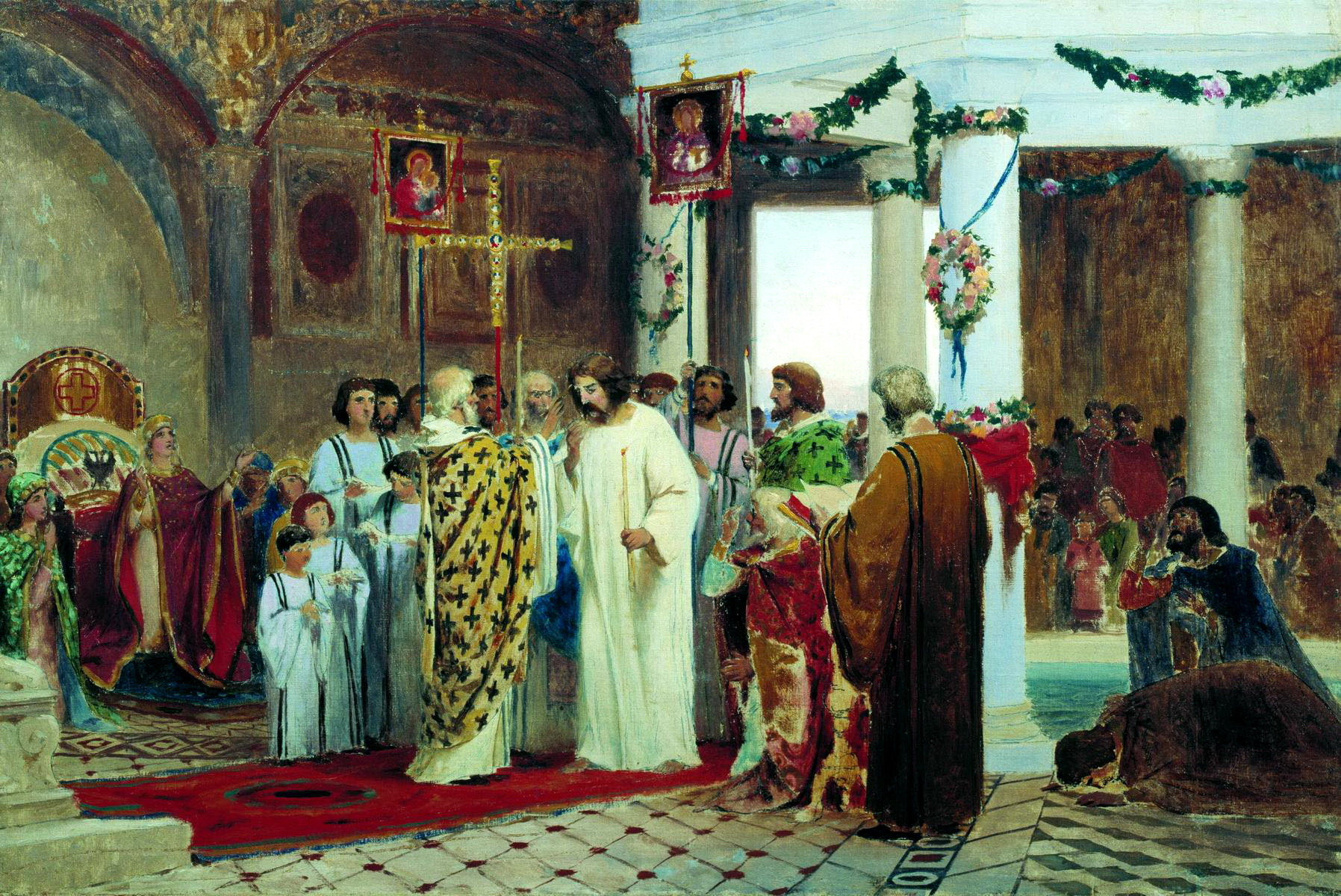
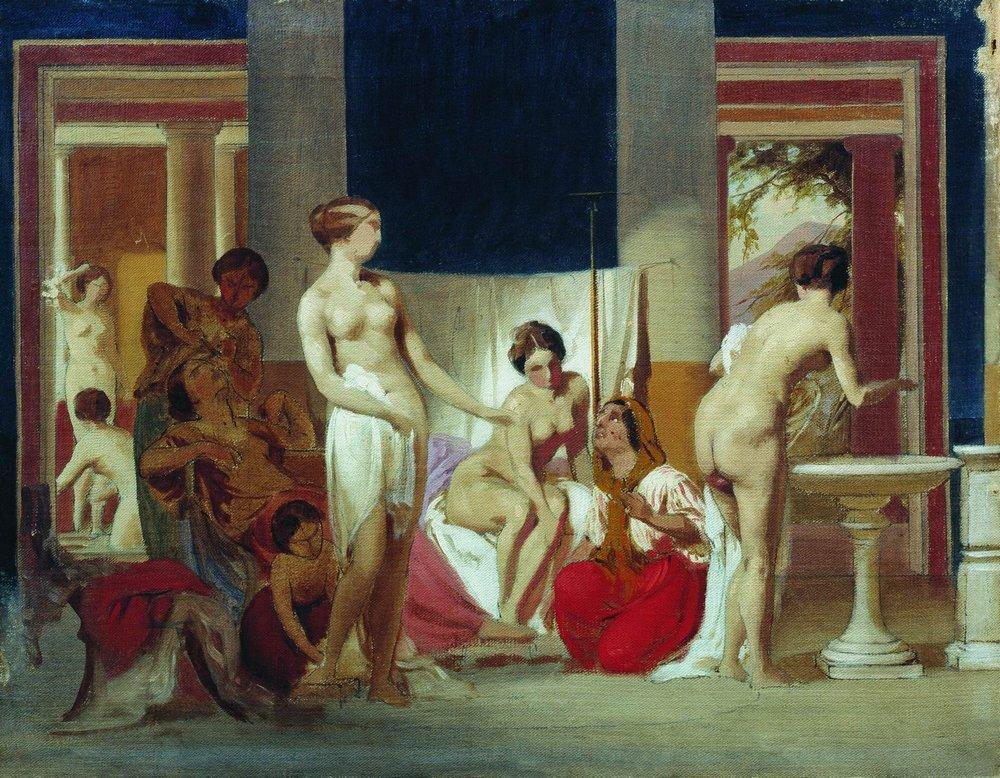
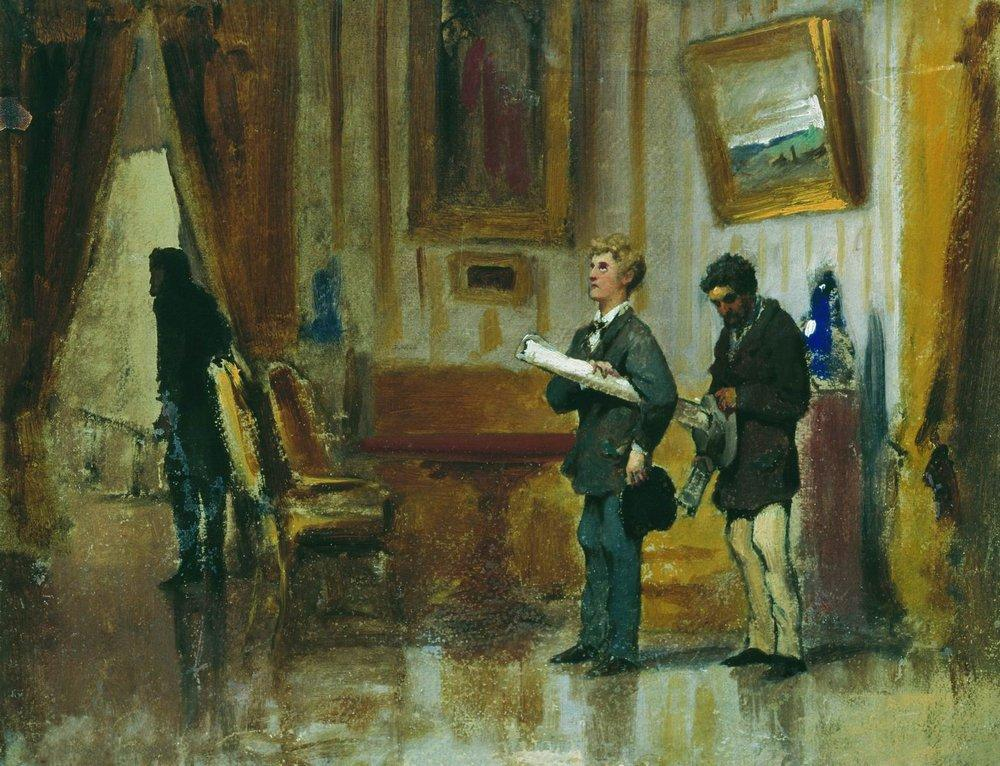
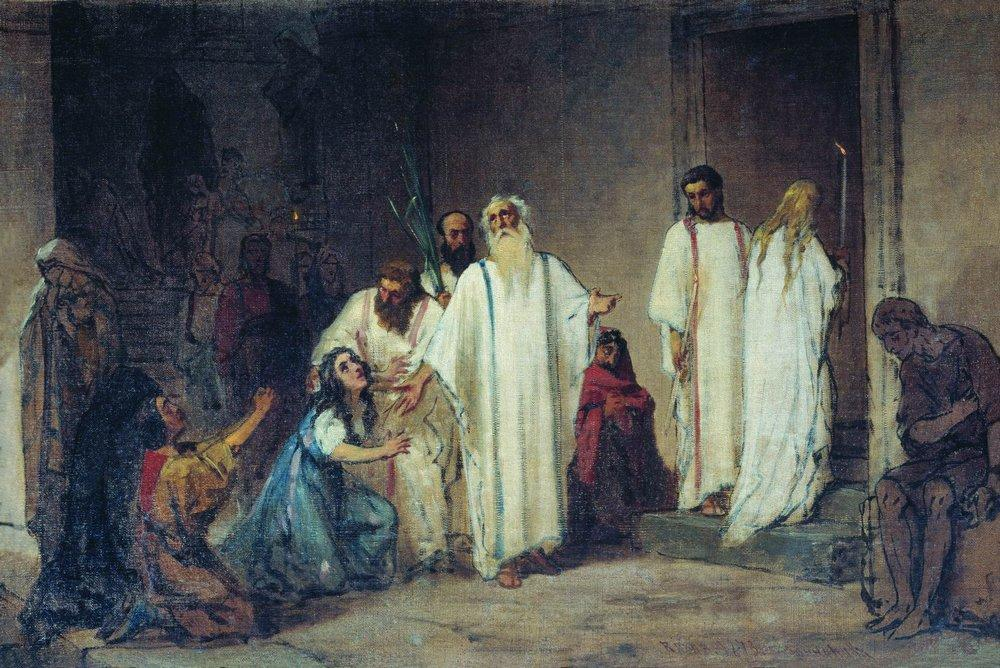
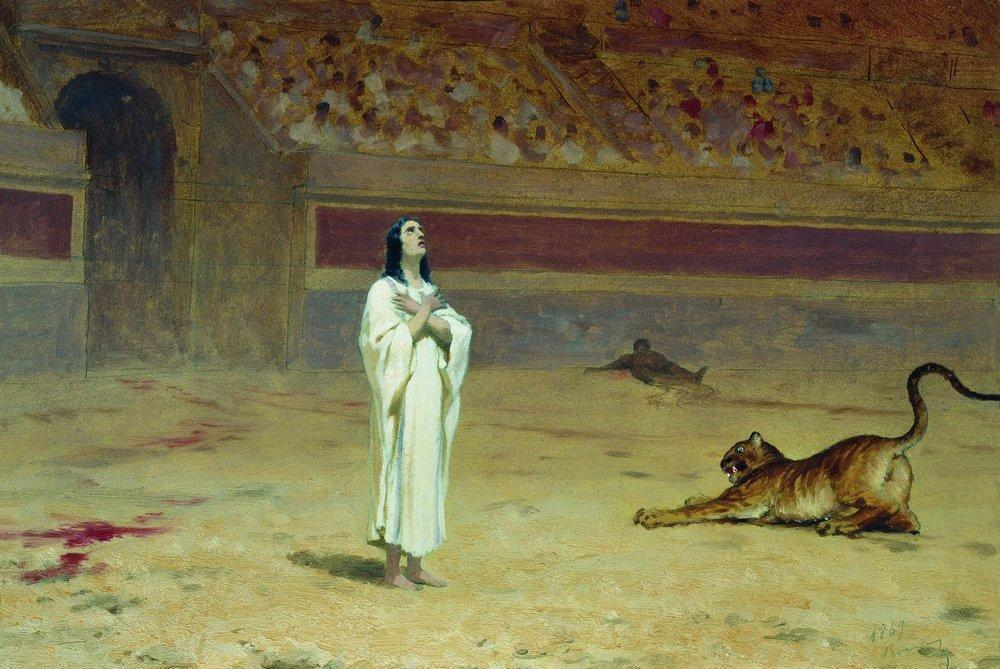